# Carla Conejo González
Carla Conejo González   (Lleida, 1993) és una biòloga catalana.
Llicenciada en Biologia Humana, va fer el màster en Indústria Farmacèutica i Biotecnològica a la UPF i un postgrau en Comunicació Científica a la Universitat de Vic. Va treballar amb la directora d'investigació del Centre de Regulació Genòmica de Barcelona, a qui va descobrir escoltant una conferència sobre el trastorn genètic de la síndrome de Down.
Des del 2015 treballa a la Fundació Catalunya La Pedrera, on a partir del 2018 és la responsable de programes de ciència. És vicepresidenta de l'associació de diplomàcia científica Scientists Dating Forum. És una de les científiques que a través del Projecte Hypatia l'abril del 2023 aniran a un desert d'Utah per estudiar les condicions de Mart des d'un paisatge geològicament similar. En concret, Conejo serà oficial executiva i biòloga de la tripulació.